# Jeff Davis (Politiker)

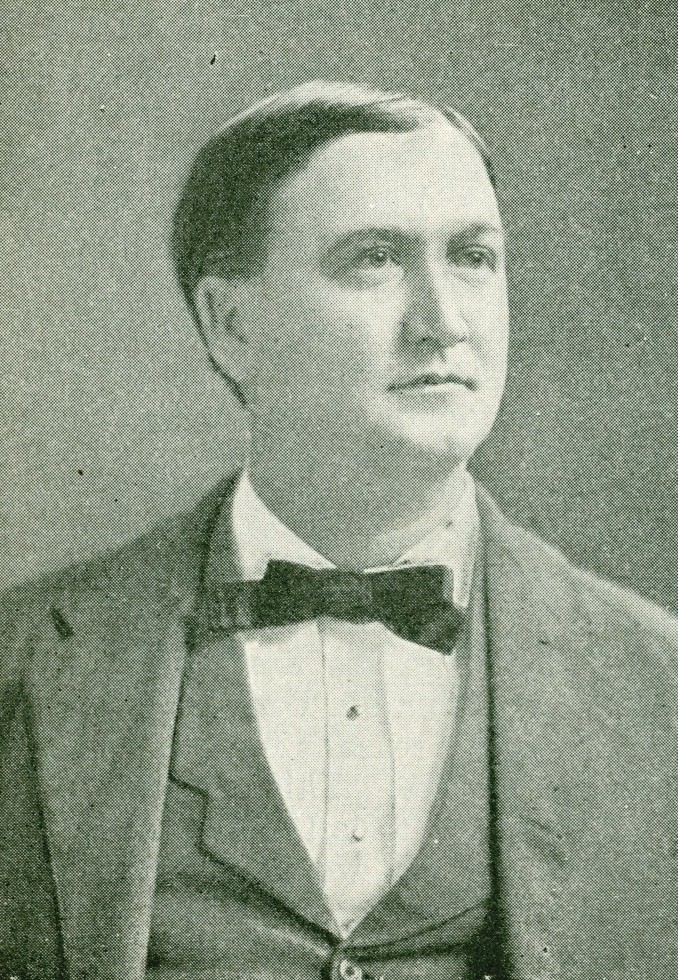
Jeff Davis

Jefferson „Jeff“ Davis (* 6. Mai 1862 bei Richmond, Little River County, Arkansas; † 3. Januar 1913 in Little Rock, Arkansas) war ein US-amerikanischer Politiker und zwischen 1901 und 1907 Gouverneur von Arkansas. Zwischen 1907 und 1913 vertrat er seinen Staat im US-Senat.

## Leben
Jeff Davis wurde nach dem gleichnamigen Präsidenten der Konföderierten Staaten, Jefferson Davis, benannt. Nach der Grundschule in Russellville besuchte er die University of Arkansas und studierte an der Vanderbilt University sowie der Cumberland University Jura. Nach seiner Zulassung zum Rechtsanwalt praktizierte er in Russellville. Davis war Mitglied der Demokratischen Partei. Im Jahr 1888 fungierte er als Wahlmann bei den Präsidentschaftswahlen. Zwischen 1892 und 1896 war er Staatsanwalt im Fünften Gerichtsbezirk von Arkansas und von 1898 bis 1900 diente er als Attorney General von Arkansas. Im Jahr 1900 wurde er zum neuen Gouverneur von Arkansas gewählt.

## Gouverneur von Arkansas
Seine Amtszeit begann am 8. Januar 1901. Davis schaffte nach den entsprechenden Wiederwahlen als erster Gouverneur von Arkansas insgesamt drei zusammenhängende Amtszeiten. Er blieb bis zum 8. Januar 1907 im Amt. In seiner Amtszeit wurde die Rassentrennung nochmals verschärft und auf weitere Gebiete ausgeweitet. Mit der Arkansas History Commission entstand erstmals eine Organisation zur Aufarbeitung der Geschichte des Landes. Erstmals wurden auch die Abgeordneten der Legislative bezahlt. Trotz seiner drei Wahlsiege in Folge war Davis innenpolitisch sehr umstritten. Er lieferte sich sowohl mit seiner eigenen Partei als auch mit dem Repräsentantenhaus einige heftige Debatten. Dabei ging es unter anderem um eine geplante Gefängnisreform oder um die Einmischung des Gouverneurs bei der Bestimmung eines US-Senators. Davis widersetzte sich auch dem Plan des Parlaments, Sträflinge an Firmen zu verleihen. Im Jahr 1906 wurde er dann in den US-Senat gewählt.

## Weiterer Lebenslauf
Davis trat sein neues Amt in Washington, D.C. am 4. März 1907 an. Bis zu seinem Tod blieb er Mitglied des US-Senats. Dort war er Vorsitzender des Ausschusses, der sich mit der Schifffahrt auf dem Mississippi und seinen Nebenflüssen befasste. Jefferson Davis war zweimal verheiratet und hatte insgesamt zwölf Kinder.